# Août 1907

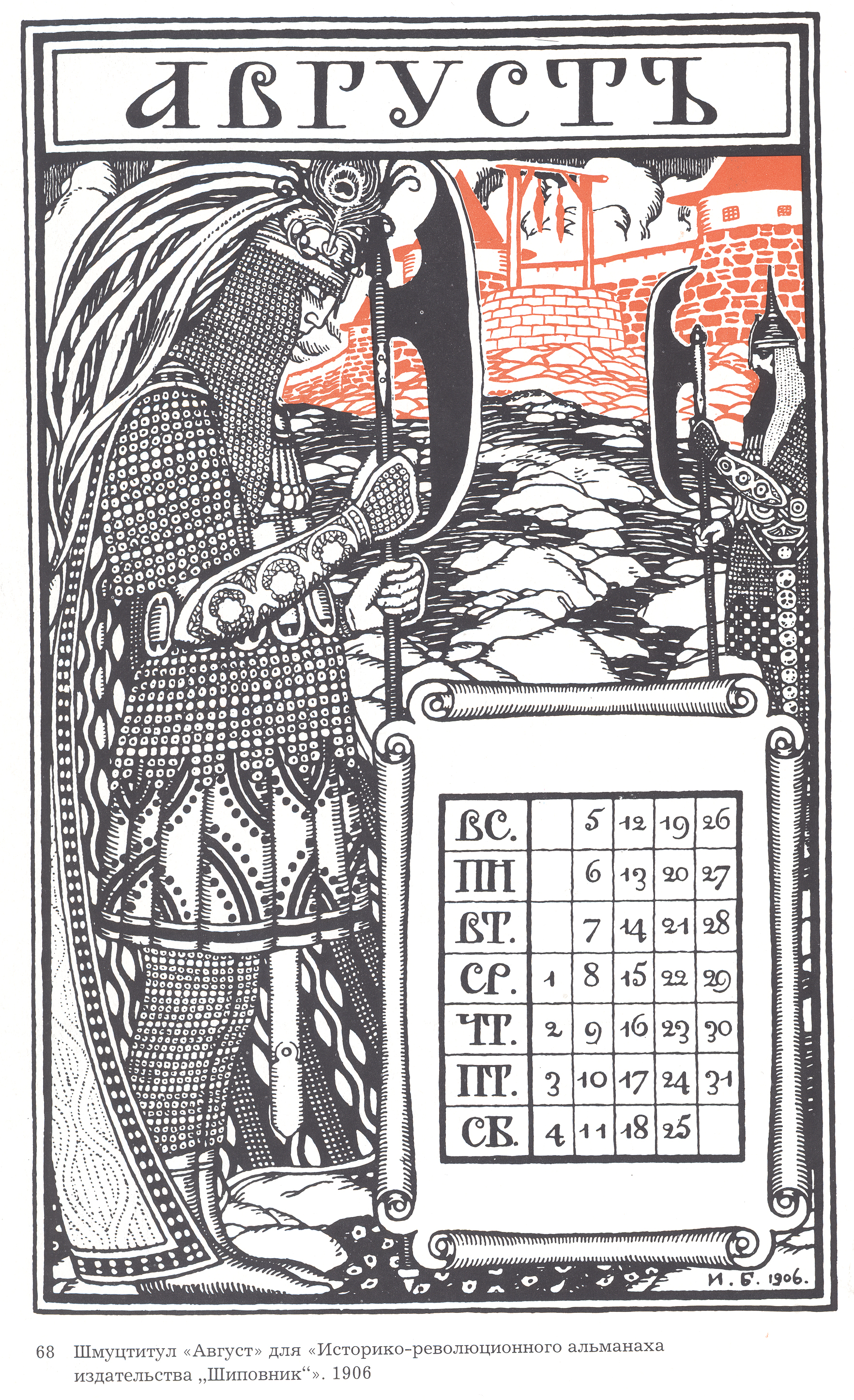

## Événements
- 1er août :
  - création de la Division Aéronautique de l'Armée des États-Unis (Aeronautical Division of the United States Army Signal Corps), premier pas vers la création d'une aviation militaire aux États-Unis.
  - première journée du tout premier camp Scout sur l'île de Brownsea avec comme chef Lord Baden Powell.
- 2 août : début de la pacification du Maroc par la France.
- 8 août : loi électorale en Espagne. Les élections sont supprimées en cas de candidature unique. Succès électoral des républicains et des régionalistes catalans.
- 10 août (Sport automobile) : le prince Scipion Borghèse remporte le raid automobile Pékin-Paris.
- 12 - 17 aout : le 3e congrès mondial d’espéranto a lieu à Cambridge.
- 14 - 21 août : huitième congrès sioniste de La Haye. Les thèses du sionisme pratique, qui privilégient l’installation de Juifs en Palestine sur l’action diplomatique, recueillent la majorité des suffrages. Afin de renforcer l’implantation juive, les colons socialistes réclament l’arrêt de l’emploi d’ouvriers arabes dans les colonies.
- 18 - 24 août[1] : congrès de Stuttgart en Allemagne. À la suite des conflits de l’Extrême-Orient, des incidents du Congo, de la famine des Héréros (Sud-Ouest africain Allemand), les problèmes coloniaux et le « colonialisme » font l’objet de débat parmi les socialistes. Plusieurs courants se distinguent : l’un, impérialiste, juge que la colonisation constitue un « élément intégral du but essentiel des civilisations poursuivi par le mouvement socialiste » (E. David, Noske, Hildebrand). D’autres rêvent d’une gestion internationale des colonies, jugeant que la colonisation est un fait de l’histoire (Van Kol, Jaurès, Vandervelde). La barbarie coloniale est dénoncée, mais l’idée de laisser les peuples colonisés indépendants semble absurde (« se serait rendre les États-Unis aux Indiens », selon Berstein). À gauche, Kautsky et Jules Guesde nient que la colonisation soit un facteur de progrès : la condamner n’est pas s’opposer à la dialectique de l’Histoire et la démocratie est possible dans les colonies comme ailleurs.
- 19 août : la première conférence internationale des femmes socialistes se réunit à Stuttgart sous la présidence de Rosa Luxemburg.
- 24 août : le Giroplane n°1 de Breguet et Richet quitte le sol avec un pilote à son bord et sous son impulsion propre. Ce vol dure une minute pour une hauteur de 60 cm.
- 27 août : combat de Mufilo en Angola.
- 29 août : effondrement du pont de Québec.
- 31 août : conclusion de la Triple-Entente entre la France, le Royaume-Uni et la Russie.
  - convention anglo-russe de 1907. Partage de la Perse en deux zones d’influences entre les Britanniques et les Russes. Les gouvernements des deux pays s’engagent à respecter mutuellement l’intégrité territoriale de l’Afghanistan et à ne pas intervenir dans les affaires tibétaines.
  - Accord russo-britannique parachevant le système d'alliance de Théophile Delcassé. La Triple-Entente est destinée à contenir la Triple Alliance (Allemagne, Autriche-Hongrie, Italie).

## Naissances
- 7 août : Lucy Cranwell, botaniste et palynologue néo-zélandaise († 8 juin 2000).
- 8 août : Benny Carter, musicien de jazz américain († 12 juillet 2003).
- 9 août : Jean Mairey, résistant et haut fonctionnaire français († 16 octobre 1982).
- 22 août : Jef Demuysere, coureur cycliste belge († 2 mai 1969).
- 24 août : Alfred Belzile, homme politique fédéral provenant du Québec († 18 août 1994).
- 27 août : Alfons Schepers, coureur cycliste belge († 1er décembre 1984).

## Décès
- 15 août : Joseph Joachim, violoniste hongrois.